# 산 페르민 축제
산 페르민 축제(스페인어: Fiesta de San Fermin, 영어: Festival of San Fermin)는 스페인의 북부 나바라주의 수호성인이자 3세기 말 주교였던 성 페르민을 기리기 위해 매년 7월 6일에 나바라주의 주도인 팜플로나에서 개최되는 축제이다. 7월 6일 정오에 시작하여 7월 14일 자정에 끝난다. 매년 100만 명 이상의 관람객이 방문하고 있으며 어니스트 헤밍웨이의 소설 《태양은 다시 떠오른다》에 등장하여 세계적으로 잘 알려진 스페인의 대표 축제이다. 17, 18세기에는 종교적 색채가 두드러졌으나 19세기에는 여자를 대포 속에 넣고 쏘는 오락성 경기와 가면을 쓰고 분장을 한 형태의 행렬이 추가되는 등 오락적 성격이 강한 축제로 변모하였다. 현재 축제 기간 동안에는 소몰이, 투우, 행진, 폭죽 터트리기 등의 다양한 행사를 진행하며 소몰이와 같은 행사는 빈번한 사고를 동반하기 때문에 팜플로나 시에서는 매번 안전을 위해 다양한 노력을 기울이고 있다.

## 역사

### 성 페르민

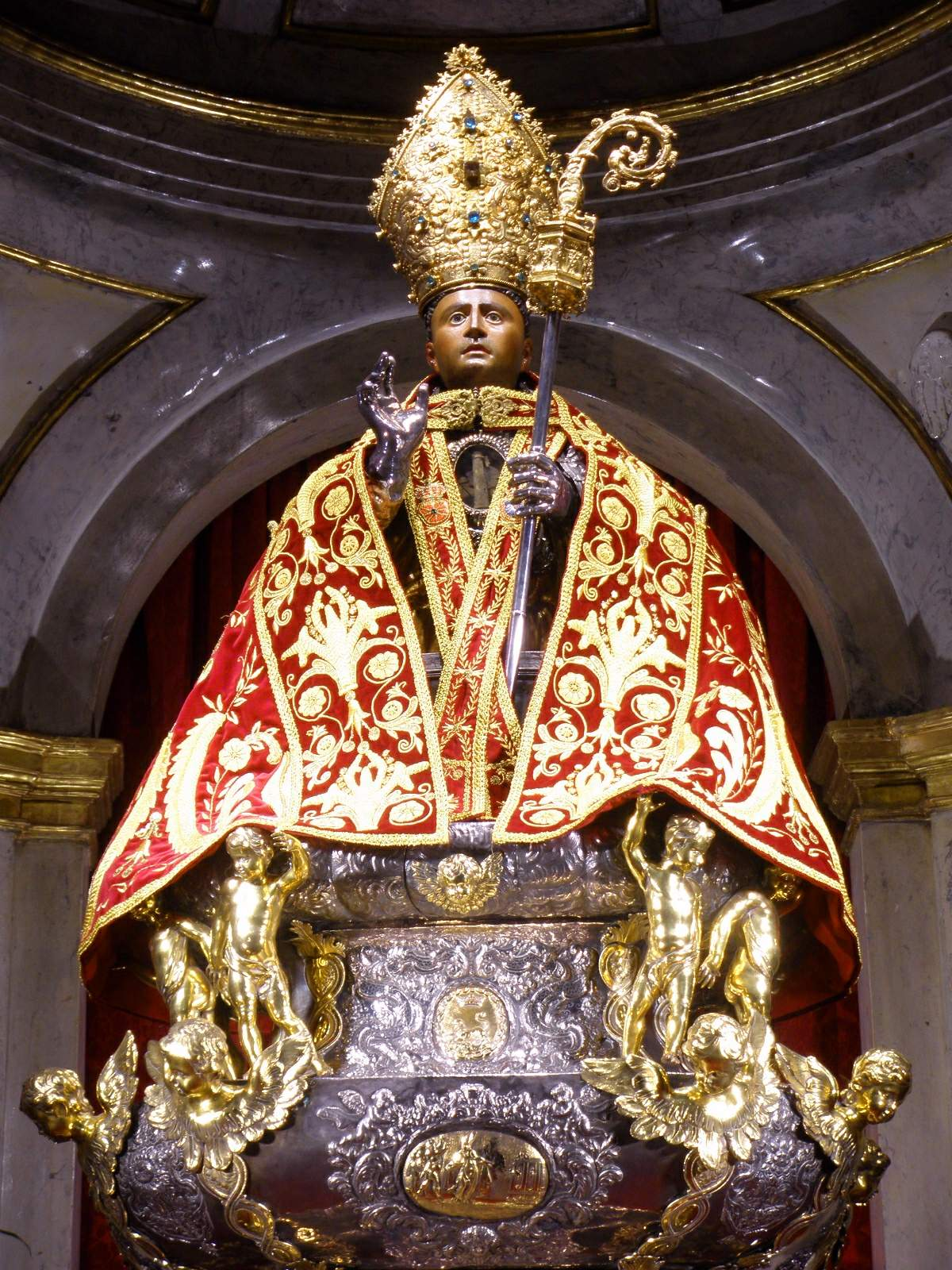
로렌조 성당 예배당의 성 페르민 상

구전에 의하면, 3세기 경에 산 사투르니노(San Saturnino, 나바라 주에서는 San Cernin으로도 알려져 있다)가 기독교를 전도하기 위해 오네스토(Honesto)라는 이름의 신부를 당시 로마의 관할권에 있는 도시였던 팜플로나에 보냈다고 한다. 팜플로나의 원로원이었던 피르모(Firmo)는 산 사투르니노를 따라 기독교로 개종했다. 그의 아들인 페르민은 어렸을 적 오네스토의 가르침을 받았으며 페르민이 17살이 되던 해부터 주변 지역에서 설교를 하기 시작했다. 그는 24세에 오네스토에 의해 주교로 임명되었으며 31세의 나이에 기독교를 공부하고 복음을 설교하고자 프랑스로 떠났다. 처음에는 아키텐(Aquitaine, 프랑스 서남부의 지방), 오베르뉴(Aquitaine, 프랑스 중부의 지방)와 앙주(Anjou, 프랑스 서부의 옛 공국)에서 설교 활동을 하다가 후에 아르메니아(Armen)로 가서 많은 사람들이 개종하는 데 큰 공을 세웠다. 그러나 이 지역의 권력자들과 마찰이 생기면서 결국 그는 303년 9월 25일 프랑스 북부 아미앵에서 참수당하여 순교했다. 이 지역을 "세르닌 성인의 작은 우물(영어: Small Well of Saint Cernin, 스페인어: Pocico de San Cernin)"이라고 부른다. 몇몇 기독교인에게 비밀리에 묻힌 그의 시신은 몇 세기가 지난 615년 7월 13일에 주교 산 살비오(San Salvio)의 관할권에서 발견되었고 후에 근처의 다른 도시로 옮겨져 15세기 고딕 양식의 성당 제단 뒤에 보존되어 있다. 산 페르민은 현재 산 프란시스 사비에르(St Francis Xavier)와 함께 나바라 주의 공동 수호성인이며 제화공, 와인 무역업자, 그리고 제빵사들의 수호성인이기도 하다.

### 축제의 기원
이 축제의 기원은 정확하지는 않으나 기록에 처음 등장한 것은 13~14세기이다. 가톨릭 국가인 스페인에서는 각 지역마다 수호성인이 있고 그 성인의 탄생일을 기념하는 종교적 축제가 있었다. 산 페르민 축제는 이런 종교적 축제에 14세기경부터 시작된 장날의 축제적 성격과 15세기경부터 프랑스와 스페인 접경 지역에서 유행하던 소 축제가 융합되어 발전한 것이다. 본래 산 페르민 성축일은 9월 24일이었으나 이 시기는 비가 자주 오는 우기로서 축제에 적합하지 않았다. 그래서 1591년 팜플로나 시는 팜플로나 주교에게 공식적으로 행사 변경을 요청했고 그 의견이 승인되어 현재의 날짜로 옮겨졌다.  1591년에는 7월 6일부터 다음날인 7일까지 열렸고 이 기간 동안 퍼레이드, 음악, 연극 등의 행사를 하였다. 그 다음해인 1592년부터는 6일부터 10일까지 열렸으며 춤과 불꽃놀이 등의 행사가 추가되었다. 현재는 7월 14일까지 9일간 열린다. 산 페르민 축제는 17, 18세기까지 종교적 성격이 강했으나 시간이 흐름에 따라 이는 점차 사라지고 대신 퍼레이드와 같은 행사가 추가되며 유희적 색채가 짙어지면서 오늘날의 모습을 갖추게 되었다.

### 헤밍웨이와 축제의 발전
20세기에 접어들면서 산 페르민 축제가 전 세계적으로 널리 알려진 데는 어니스트 헤밍웨이의 공이 컸다. 헤밍웨이는 미국의 노벨상 수상 작가로 1923년을 시작으로 1924, 1925, 1926, 1927, 1929, 1931년에 이곳을 방문했고 스페인 내전과 제2차 세계대전 이후 1953년, 그리고 1959년에 마지막으로 이곳에 총 아홉 차례 방문하여 이 축제에 참가하였다. 헤밍웨이는 당시 그가 참여했던 산 페르민 축제에 큰 감명을 받고 그의 소설 《태양은 다시 떠오른다》(1926) 《The Death in the Afternoon》(1932)에 산 페르민 축제의 열기, 특히 소몰이의 모습을 자세히 묘사했다. 팜플로나 시는 헤밍웨이에게 감사하는 마음을 담아 1968년 7월 6일 헤밍웨이 동상을 건립하고 그의 이름을 딴 거리 및 공원을 만들었다. 또한 그가 자주 다녔던 카페와 레스토랑, 호텔의 대다수가 현재도 존재하여 많은 관광객이 찾아가는 대표적인 관광 명소가 되었다. 실제로 미국인들의 산 페르민 축제에 관한 관심은 미국인의 산 페르민 관련 사이트 접속률이 스페인 현지인의 약 3배가량 되는 것으로 보아 상당하다고 할 수 있다.

## 축제의 기획과 준비
축제는 매년 스페인 나바라 지방의 자치지방인 수도 팜플로나 전역에서 열린다. 이는 팜플로나 시의 공식 행사로 시청 산하 문화부가 축제 준비에서부터 진행까지 모든 행사를 주관하고 있다. 산 페르민 축제의 준비 기간에는 온라인과 오프라인을 통해 축제의 공식 포스터를 공모하여 수상자에게는 4200유로(2016년 1월 15일 기준으로 한화 550만원 상당)의 상금을 수여하고, 축제가 끝난 후에는 기자와 사진작가 등을 대상으로 한 칼럼과 사진 공모 등의 행사를 주관하기도 한다. 또한 축제의 안전과 질서 유지를 위해 공무원, 경찰 등의 인력을 이용하기도 하지만 축제 분위기의 활성화를 돕고자 축제의 공식 도우미인 ‘뻬냐스(penas)’를 미리 선발한다. 뻬냐스는 축제의 준비부터 축제 기간과 그 후까지의 모든 행사에 있어 원활한 진행을 돕는다. 산 페르민 축제의 가장 큰 행사라고 할 수 있는 소몰이를 위해 일 년 간 몸을 만들어 축제 기간의 아침마다 진행되는 소몰이에 참석하는 사람들도 있다. 그들 중 일부는 경찰도 포함되어 있으며, 이들은 소몰이에 참석한 사람들의 안전을 위해 직접 참여한다. 인구 20만 명의 팜플로나 시는 축제 기간 중 50만명 이상의 관광객들로 붐비게 되어서 팜플로나의 모든 숙박 시설은 몇 달 전부터 예약이 되어 있을 정도로 축제 기간 동안 숙박시설이 매우 부족하다. 팜플로나는 유럽에서 축제 기간 중 거리에서 자는 것이 허용된 유일한 도시이기 때문에 축제에 참여한 관광객들 중 방을 구하지 못한 사람들은 공원이나 광장에서 밤을 새운다.

## 축제 프로그램
산 페르민 축제에는 다양한 문화, 예술, 오락 프로그램이 24시간 준비되어 있다. 팜플로나는 주변의 여러 위성 도시를 두어 확장하고 있는데 축제 기간 중에는 구도심 뿐 아니라 여러 위성도시에서도 각각 특성 있는 행사들을 주관하게 되어 30분에서 1시간 간격으로 9일간 총 158개 정도의 행사가 24시간 펼쳐진다. 축제의 행사는 시장, 경찰, 종교인, 지역 명사 등이 참여하고 시에서 직접 주관하는 공식 행사뿐 아니라 음악과 무용 등의 작은 공연, 전시회 등과 같은 문화 예술 행사, 전통 민속놀이와 같은 오락 프로그램 등 다양한 연령층을 위한 행사들이 있다. 그 밖에도 전통 음악에서 록에 이르는 여러 종류의 음악 페스티벌이 있고 불꽃놀이, 성당에서의 종교적 의식 등 많은 행사가 이루어진다. 실제로 고정된 프로그램은 많지 않으며 대부분의 프로그램은 지역민들, 단체 그리고 축제 참여자들이 그 때 그 때 자유롭게 만드는 것이 많다. 대표적인 프로그램에는 축제의 시작을 알리는 추피나소(Chupinazo), 거인 행렬(Gigantes y Cabezudos), 리아우 리아우(Riau-Riau), 소몰이(Encierro)와 포브레 데 미(Pobre de mí́)가 있다.

### 추피나소

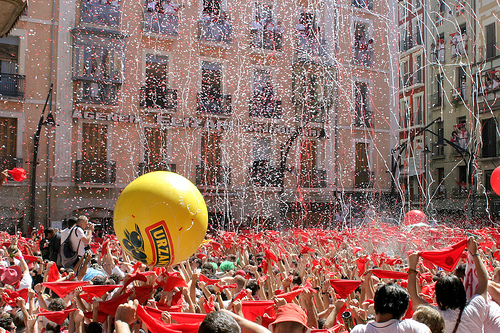
산 페르민 축제-추피나소

추피나소(바스크어로 txupinazo라고 한다)는 일종의 개막식이다. 축제 참가자들은 흰색 옷을 입고 목에는 붉은색 스카프를 멘다. 그리고 콘시스토리알(Consistorial)광장에서 샴페인과 와인을 마시며 축제 시작을 기다린다. 정오가 되면 축제 준비위원회에 의해 그해 선정된 사람이 시청 발코니에 나와 “팜플로나 시민 여러분, 산 페르민 축제 만세(Pamplones, Pamplonas, viva San Fermin)”를 외치면서 폭죽을 발사하고 이로써 축제가 시작된다. 스페인의 전 공중파 방송국들이 생중계를 할 만큼 하나의 장관을 이루는 추피나소의 역사는 중세부터 이어져 온 산 페르민 축제의 전체 역사에 비해 매우 짧다. 1931년 팜플로나의 지역민이었던 에세파레(Etxepare)는 축제의 시작을 시민들에게 알리기 위해 별다른 행사 없이 폭죽을 발사하였다. 시간이 지남에 따라 폭죽 발사 자체가 큰 호응을 얻으면서 이것을 보기 위해 시민들이 시청 광장에 모여들기 시작하였다. 스페인 내전이 끝난 1939년에 시 의원 호아낀 윤다인(Joaquin Ilundain)과 호세 마리아 페레스 살라사르(Jose Maria Perez Salazar)는 에세파레에 의해 시작된 전통을 채택하여 이때부터 발사 전 장엄한 행사를 거행하기 시작하였다. 1941년부터는 시 의원들이 돌아가면서 폭죽 발사를 맡기로 하여 오늘날과 같은 형태가 되었고 프랑코 독재가 끝난 후 민주화가 이루어진 1979년부터는 축제 조직 위원회 회원들이, 1983년 이후부터는 조직 위원회에서 지명한 유명인들이 폭죽 발사를 담당하기 시작하였다. 팜플로나의 의원들이 폭죽을 발사하는 것이 전통이나 예외적으로 의원이 아닌 사람이 발사했던 경우가 있었다. 2000년에는 1부 리그로 승격한 축구팀 오사수나의 감독 미겔 앙헬 로티나, 2001년에는 유럽 챔피언스리그에서 우승한 핸드볼팀 SDC 산안토니오의 감독 수포 에키소아인이 폭죽을 발사하는 영예를 얻었다. 2002년 시장은 또 한 번 변화를 주었는데 그것은 바로 야당의 의원이 폭죽을 발사하도록 하는 것이었다. 이후 서로 다른 정당이 매년 번갈아 가며 이 영예를 누리게 되었다.

### 거인 행렬

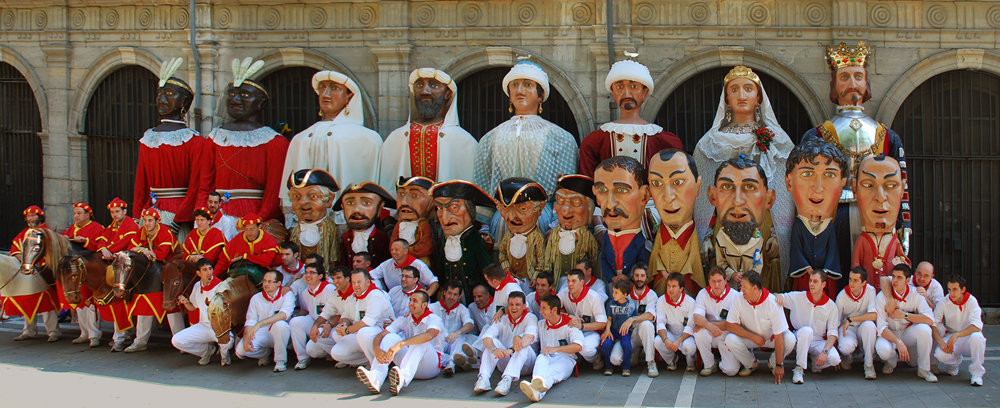
거인 인형

이 행렬은 150년 이상 행해져 온 축제 기간 매일 오전 10시에 펼쳐지는 거인행렬이다. 1860년 시의회에서 타데오 아모레나(Tadeo Amorena)라는 장인에게 거인 네 상자를 주문해 열리기 시작한 거인 행렬은 첫 해 시민들의 큰 호응을 얻자 다음 해부터는 시청이 직접 주관해 실시해 오고 있는 유서 깊은 행사다. 이 행렬에는 아시아, 아프리카, 아메리카, 유럽 대륙을 상징하는 각 남녀 한 쌍의 거인과 오세아니아를 상징하는 한 명의 거인이 등장하고 이들과 함께 말 형상을 한 두 명의 살디코스(Zaldikos), 큰 머리 인형들인 다섯 명의 카베수도스(Cabezudos)와 여섯 명의 킬리키스(Kilikis)가 참가한다. 4미터 높이에 몸무게가 60킬로그램이나 나가는 이 거인들은 행사 기간 중 도시 여러 곳을 돌아다니다가 14일 2시 30분 버스 터미널에서 작별을 한다. 이러한 거인들의 출현은 16세기말부터 시작되었는데 초창기에는 축제가 끝나면 나무틀과 종이로 된 거인들을 태우는 행사가 있었으나 그 후로는 다음 행사를 위해 보존하였다. 거인 행렬이 시민들과 방문객들에게 인기가 높은 이유는 이 행사가 관객들이 그저 지켜만 보는 단순한 행렬이 아니라 킬리키스 인형들이 행진 도중에 솜방망이를 들고 시민이나 관광객들을 아무나 때림으로써 커다란 웃음을 유발하며 이를 통해 누구든지 구경꾼이 아닌 축제의 참가자가 되도록 만들기 때문이다.

### 리아우-리아우

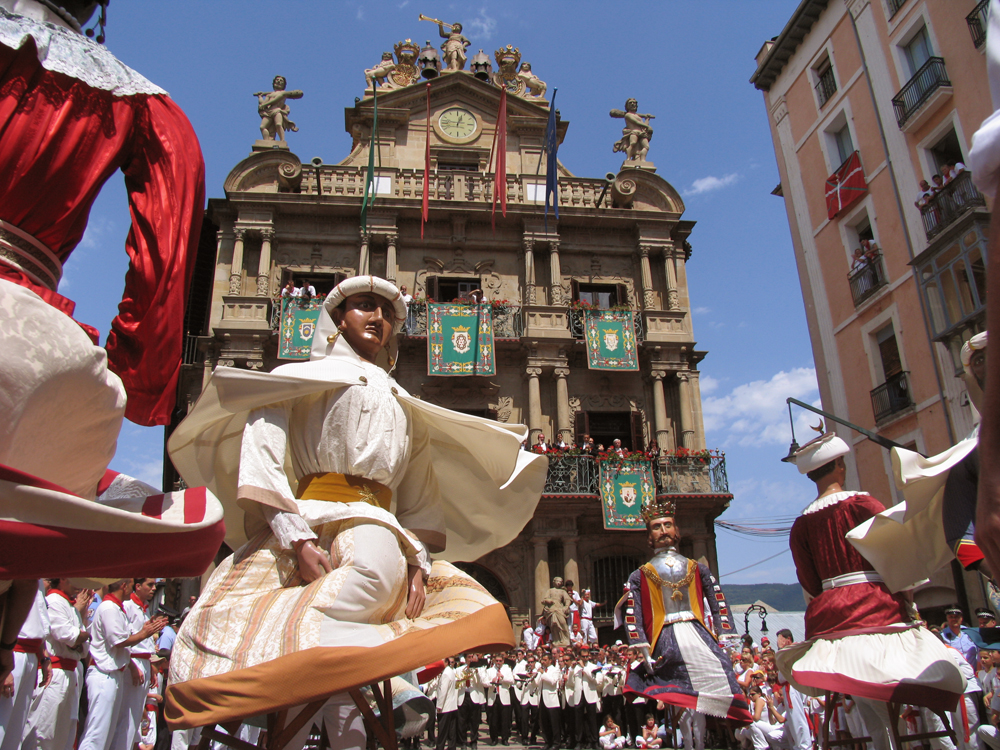
춤을 추는 거인들

리아우-리아우는 팜플로나 시 의원들이 축제를 맞이해 성당에서 종교적 의식을 거행하고자 시청에서 성 로렌소 성당까지 행진을 하고 시민들은 시청 악대가 연주하는 아스트라인 왈츠(Vals de Astráin)를 계속 부르며 행진을 방해하는 행사이다. 많은 사람들이 좁은 거리를 리듬에 따라 움직여야하기 때문에 행진의 노래인 아스트라인 왈츠의 리듬은 아주 느리다. 노래와 춤이 계속 반복되고 시청의 브라스 밴드(brass band, 금관악기들로 구성된 악단)인 라 팜플로네사(La Pamplonesa)가 연주한다. 매우 많은 사람들이 행진을 방해하기 때문에 의원들이 1미터 나아가는데 45분 정도가 소요되며 1972년과 1980년에는 성당에 도착하지 못한 채 행사가 취소되기도 하였다. 행렬의 마지막 순서로 산 로렌조 교회 앞에서 전통악기인 치추(txistu)와 백파이프, 그 밖의 시청 밴드의 반주에 맞추어 거인들이 춤을 추는 ‘모멘띠꼬(Momentico)’를 할 때 이 행진은 절정에 이른다. 이 행진은 1941년 왕당파였던 이그나시오 발레스테나(Ignacio Baleztena)가 자신의 정치적 반대 세력이 장악하고 있었던 시 당국에 항의하고자 아스트라인 왈츠를 크게 부르며 시장과 시 당국자들의 행렬에 끼어들었던 사건으로 인해 시작되었다. 이 행진의 정치적인 성격 때문에 1990년대  리아우-리아우의 진행에 여러 문제가 있었다. 1991년에 리아우-리아우는 시의원들의 행진을 막은 사건 이후로 공식적인 프로그램에서 제외되었고 1996년을 포함한 여러 해에 이 행사를 되살리려는 운동이 있었지만 성공하지는 못하였다. 1997년에 페냐 물티사라(Peña Mutilzarra)의 몇몇 회원들이 처음으로 의회와 정당의 허가 없이 행사를 되살리려는 시도를 했고 이 노력이 대중의 힘을 얻어 2002년에 연금 수급자 협회(Pensioner's Association)가 이 행사의 기획을 맡게 되었다. 2006년에 시청의 브라스 밴드와 거인 행렬의 배우들이 함께 행진을 하기 시작하였으며 2012년에 행사가 공식적으로 되살아났지만 시청 광장에서 일어난 사고로 인해 다시 한 번 리아우-리아우는 무기한으로 중단되었다. 이후 2013년 7월 6일 저녁 6시에 물티사라 뻬냐 팀이 리아우-리아우를 시청 광장에서 허가 없이 비공식적으로 진행하였다. 현재는 정치적 성격이 많이 사라지고 단순히 보는 퍼레이드가 아닌 시민들이 자발적으로 참여하는 시민 참여 행사의 좋은 사례가 되었다.

### 소몰이

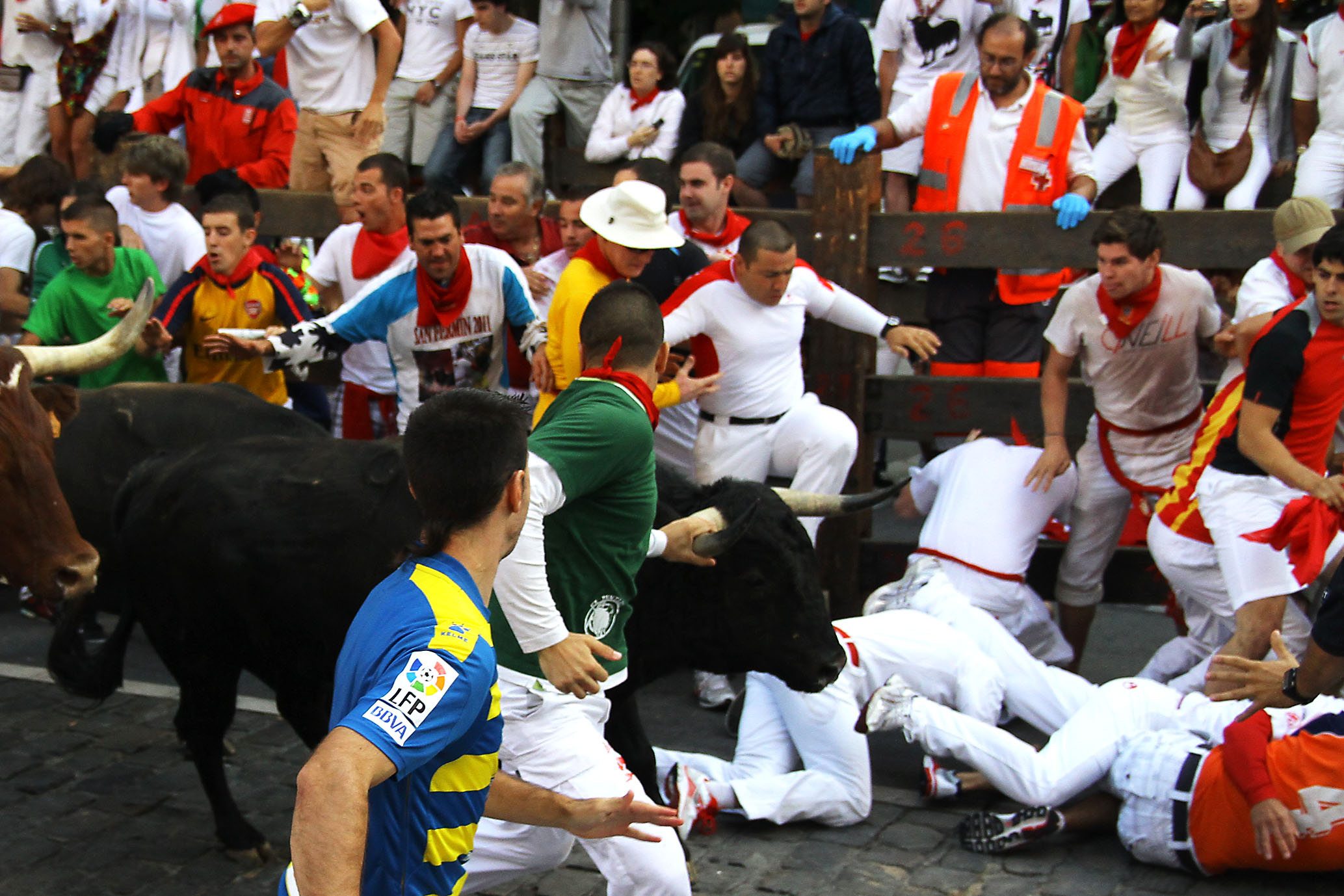
소몰이

산 페르민 축제에서 가장 많은 관심을 받는 행사는 소몰이이다. 소몰이는 축제 기간 중 매일 아침 8시마다 시작된다. 소몰이에 참가하는 사람들은 행사의 출발지인 산토 도밍고(Santo Domingo) 언덕의 보호막이 쳐진 거리 안으로 입장하여 행사 시작되기 5분 전, 3분 전, 그리고 1분 전에 각각 “페르민 성인에게 청하오니 우리의 수호성인이시기에 우리에게 은총을 내려주시고 우리를 인도해 주시옵소서. 산 페르민 만세(A San Fermí́n pedimos por ser nuestro patró́́́́́n, nos guí́e en el encierro dá́ndonos su bendicion)”라는 페르민 성인을 기리는 기도를 세 차례 하며 그의 도움을 구한다. 이후 성당의 종소리가 소몰이 경주의 시작을 예고하며 정각 8시 첫 번째 총성이 울리면서 소몰이가 시작된다. 투우 경기에 사용될 여섯 마리의 소들을 가둔 우리의 문이 열리고 두 번째 총성이 울리면 이 소들은 거리로 내몰린다. 로차피아 람파르트라고 하는 옛 요새 유적에서 투우장까지 875미터가량의 거리를 평균 600kg이나 나가는 난폭한 소 6마리가 평균 시속 25킬로미터로 참가자들과 함께 질주를 벌인다. 아무런 사고가 없으면 3분도 채 걸리지 않으며 이 행사는 용기의 시험이자 이성 앞에서 자신의 남성다움을 증명해 보이는 것이다. 소와 인간 사이의 경주는 숨이 막힐 듯한 긴장감을 유발하면서 참가자들과 구경꾼들을 흥분시켜 이에 매료되게 한다. 때로는 스릴 넘치는 이 행사에 사상자가 발생하기도 한다.

### 포브레 데 미
축제 마지막 밤 시민들은 촛불을 가지고 광장으로 모여 시장의 축제 폐막 선포와 함께 일주일 동안의 축제는 끝나고 사람들은 다음 해에 있을 산 페르민 축제의 카운트다운에 들어간다. 이때 다함께 “Pobre de mí́, Pobre de mí́, que se han acabado las fiestas, de San Fermin”이라는 노래를 부르는데 이는 “산 페르민 축제가 끝났으니 아 가엾은 나여, 가엾은 나여”라는 뜻으로 축제가 끝나는 아쉬움을 표현하는 말이다. 하지만 곧이어 “다음 축제까지 얼마 남지 않았네(Ya falta menos)”라는 노래를 함께 부르며 다음 해에 열릴 산 페르민 축제를 기약한다.

## 축제의 안전을 위해

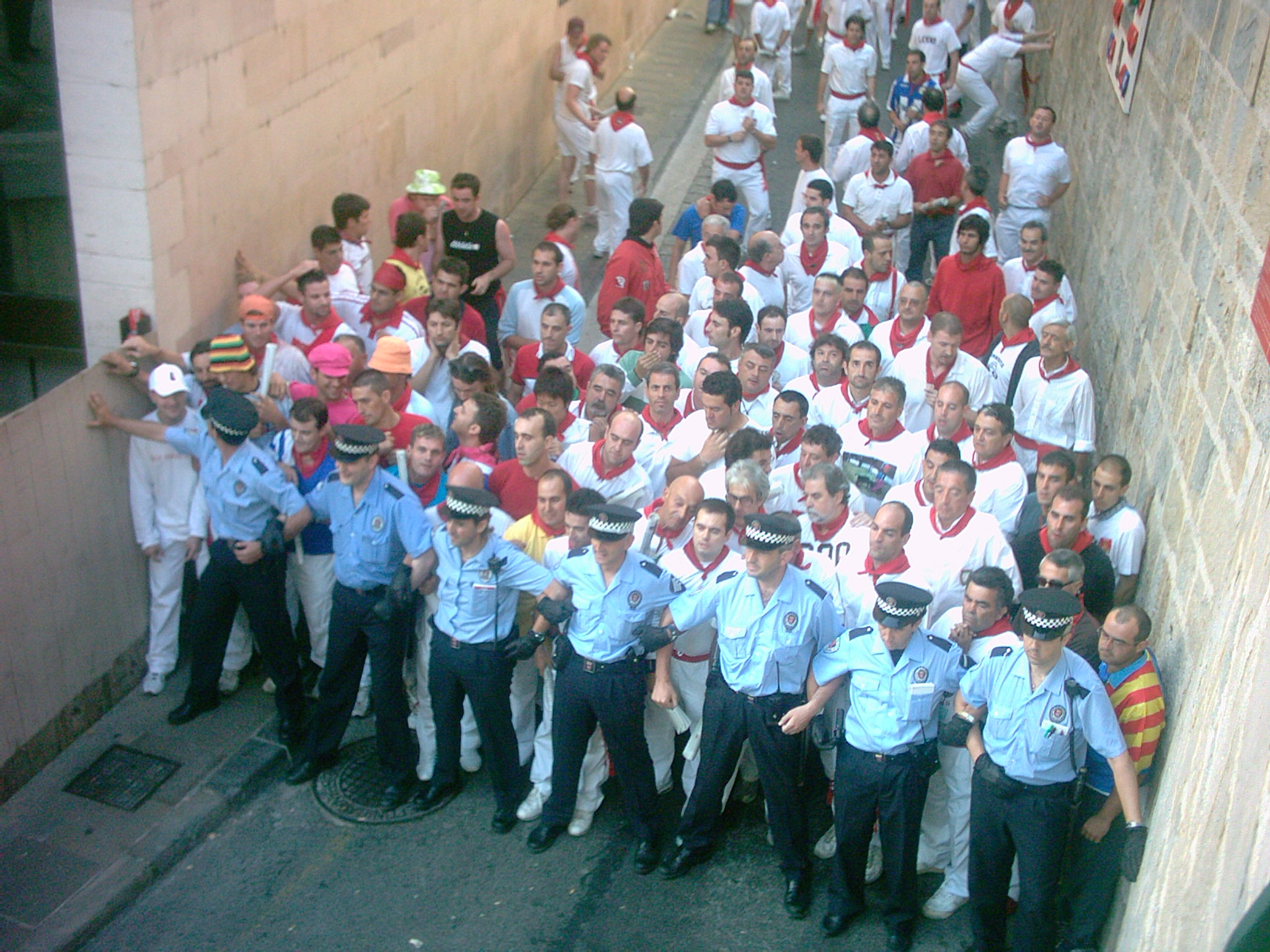
소몰이 행사를 위한 경찰들

산 페르민 축제에서 이루어지는 다양한 행사 중 소몰이는 상당한 위험이 따르는 행사로 실제로 여러 차례에 걸쳐 사고가 일어났다. 1924년부터 1997년 사이의 축제 기간 중 사망한 사람이 14명이고 200명 이상의 부상자가 생기기도 하였다. 2002년 축제 기간에도 40여명이 소몰이를 하던 도중 부상을 당했고 그중 12명이 소의 뿔에 받히는 사고를 당하여 2명의 중상자가 발생하기도 하였다. 2014년에는 23세의 노팅햄(Nottingham)에서 온 청년이 소몰이를 하던 중 가슴과 갈비뼈에 심각한 외상을 입었다. 2015년에는 2명의 미국인이 뿔에 받혀 부상을 당하는 등 최소 13명이 부상을 입었다. 팜플로나 시는 소몰이가 위험한 행사인 만큼 관광객들의 안전을 위해 노력하고 있다. 우선 안전을 위해 소몰이가 행해지는 구시가지 거리에 이중 보호벽을 설치해 소들이 거리 밖으로 나가지 못하도록 한다. 또한 홈페이지에 소몰이에 직접 참가하는 사람들을 위한 안전 수칙을 정해 놓았다. 안전 수칙에는 질주 도중 넘어질 경우 절대 일어나지 말고 두 손으로 머리를 감싼 채 엎드려 있어야 한다는 구체적인 내용까지 담고 있다. 그리고 소의 습성을 잘 아는 베테랑 목동들을 뛰게 하여 소들이 흥분하여 참가자들을 해치는 응급 상황이 발생할 경우 소들을 통제하게 한다. 이 목동들은 녹색 완장을 차서 일반인 참가자들과 쉽게 구분이 된다. 시는 많은 사람들이 참여하는 만큼 최대한의 공권력을 동원하여 안전을 확보하고자 하고 2009년의 경우 총 1380명의 경찰과 700여 명의 응급 의료진을 산 페르민 축제에 동원하였다.